# Tăng Khả Ny
Tăng Khả Ny (giản thể: 曾可妮; bính âm: Zēng Kě Nī; tên tiếng Anh: Jenny-Z; sinh ngày 9 tháng 6 năm 1993 tại Vũ Hán, tỉnh Hồ Bắc) là một diễn viên, ca sĩ thần tượng người Trung Quốc hiện đang trực thuộc công ty giải trí Giác Tỉnh Đông Phương. Cô được biết đến nhiều khi đảm nhận vai diễn Nhậm Địch trong bộ phim "Chiếc Bật Lửa và Váy Công Chúa" và tham gia vào chương trình thực tế sống còn của đài IQIYI Thanh xuân có bạn (mùa 2).

## Tiểu sử
Tăng Khả Ny tốt nghiệp Học viện Hý kịch Thượng Hải chuyên ngành Múa dân gian. Sau khi tốt nghiệp, cô tham gia vào Đoàn Âm Nhạc và Vũ Đạo Thượng Hải nhưng sau đó chọn theo làm thực tập sinh để trở thành ca sĩ. Sau khi gia nhập giới giải trí, vào năm 2016, cô kí hợp đồng với Banana Culture (Thượng Hải) và trở thành một phần của nhóm Trainee18 cùng với Phó Tinh. Không lâu sau đó cô rời công ty và gia nhập Giác Tỉnh Đông Phương cho tới nay.

## Sự nghiệp nổi bật

### Girls! Fighting - Tiến Lên Thiếu Nữ!
Ngày 11 tháng 6 năm 2016, cô tham gia chương trình sống còn "Girls! Fighting" và được chọn làm center cho ca khúc chủ đề của chương trình. Cô kết thúc với thứ hạng 5 ở chung kết và giành được danh hiệu "Diamond Girls" - các thành viên thắng cuộc của chương trình với dự định ra mắt trong một nhóm nhạc nữ. Tuy nhiên, một vài trục trặc xảy ra và cơ hội ra mắt đã bị hoãn lại.

### Youth With You 2 - Thanh Xuân Có Bạn 2
Ngày 12 tháng 3 năm 2020, cô tiếp tục tham gia vào chương trình thực tế sống còn Thanh xuân có bạn (mùa 2) được sản xuất bởi đài IQIYI. Cô xuất sắc vượt qua các vòng loại và có mặt tại chung kết. Tuy nhiên, với thứ hạng chung cuộc ở vị trí thứ 13, cô đã không ra mắt cùng THE9.

### 172Girls
Tháng 6 năm 2020, cô và các thành viên xuất thân từ Thanh xuân có bạn (mùa 2) bao gồm Kim Tử Hàm, Lưu Lệnh Tư và Đới Yến Ny thành lập nhóm nhỏ mang tên 172Girls (các cô gái cao trên 1m72). Nhóm đã cùng nhau biểu diễn ca khúc Mặt Mày Hớn Hở (眉飞色舞) tại Đêm hội TMall 618 của Đài Giang Tô.

### EP: SELF! - Ca khúc solo "N!"
Tháng 10 năm 2020, cô cùng Lưu Lệnh Tư phát hành EP nhạc mang tên "SELF" với ca khúc solo "N!".

### Mây Đen Gặp Trăng Sáng
Tháng 11 năm 2020, cô đảm nhận vai nữ thứ trong phim truyền hình "Mây Đen Gặp Trăng Sáng" chuyển thể từ tiểu thuyết ngôn tình cùng tên của tác giả Đinh Mặc, tham gia diễn xuất cùng với Lý Nhất Đồng, Kim Hãn và Vương Tử Duệ.

## Âm nhạc

### Bài hát cá nhân
| Năm  | Bài hát                    | Ghi chú                                                       |
| ---- | -------------------------- | ------------------------------------------------------------- |
| 2020 | Chim Di Trú (候鸟)         | Bài hát cổ vũ thí sinh cho kì thi Đại học Trung Quốc cùng CBA |
| 2020 | NUH TOYS                   | Bài hát đôi cùng Lưu Lệnh Tư                                  |
| 2020 | Bài Thơ của Lẩu (火锅的诗) | Bài hát quảng cáo cho hãng rượu Hennessy                      |
| 2020 | N!                         | Bài hát solo trong EP nhạc đôi "SELF" cùng Lưu Lệnh Tư        |

### Thanh Xuân Có Bạn 2
| Năm  | Tên bài hát                                 | Ca sĩ gốc          | Ghi chú                                  |
| ---- | ------------------------------------------- | ------------------ | ---------------------------------------- |
| 2020 | Yes! OK                                     | -                  | Bài hát chủ đề                           |
| 2020 | Bài Hát Chủ Đề của Tình Yêu (爱的主打歌)    | Tiêu Á Hiên        | Bài hát ở vòng xếp lớp                   |
| 2020 | Phá Phong (破风)                            | EXO                | Bài hát ở vòng công diễn thứ nhất        |
| 2020 | Thập Diện Mai Phục 2 (十面埋伏2)            | Ivy & Lý Tư Đan Ny | Bài hát ở vòng công diễn thứ hai         |
| 2020 | Không Phụng Bồi ( 不奉陪)                   | -                  | Bài hát gốc ở vòng công diễn thứ ba      |
| 2020 | Sao Tôi Lại Đẹp Thế Này (我怎么这么好看)    | Đại Trương Vỹ      | Bài hát ở vòng phục thù                  |
| 2020 | I'm Not Yours                               | Thái Y Lâm         | Bài hát ở sân khấu kết hợp cùng HLV Lisa |
| 2020 | A Little Bit                                | -                  | Bài hát ở vòng chung kết                 |
| 2020 | Promise                                     | -                  | Bài hát ở vòng chung kết                 |
| 2020 | Tình yêu lấp đầy cả thế giới (让世界充满爱) | -                  | Bài hát từ thiện cùng các thực tập sinh  |

## Phim và chương trình truyền hình

### Phim điện ảnh
| Năm  | Tên phim                                  | Tên tiếng Trung      | Vai diễn               | Nhà đài |
| ---- | ----------------------------------------- | -------------------- | ---------------------- | ------- |
| 2018 | Bạch Môn Ngũ Giáp (The Mystical Treasure) | 白门五甲             | Tháp Na (塔娜)         | IQIYI   |
| 2018 | Kẻ Đột Kích Bí Ẩn (Mysterious Raiders)    | 宝塔镇河妖之诡墓龙棺 | Hà Miêu (禾苗)         | IQIYI   |
| 2019 | Thiếu Nữ Toả Sáng (Our Shining Days)      | 闪光少女             | Hoàng Nhất Na (黄一娜) | IQIYI   |

### Phim truyền hình
| Năm  | Tên phim                                       | Tên tiếng Trung  | Vai diễn                              | Vai trò            | Nhà đài       |
| ---- | ---------------------------------------------- | ---------------- | ------------------------------------- | ------------------ | ------------- |
| 2019 | Điện Hạ Đại Nhân Chọc Không Nổi (To Get Her)   | 惹不起的殿下大人 | Mộ Dung Thiên Nguyệt (慕容芊月)       | Vai phụ            | Tencent Video |
| 2020 | Trường An thiếu niên hành (The Chang'an Youth) | 长安少年行       | Tiền Nguyệt công chúa/ Nguyệt Quý phi | Vai phụ            | Tencent Video |
| TBA  | Mây Đen Gặp Trăng Sáng (My Deepest Dream)      | 乌云遇皎月       | Tráng Ngư (壮鱼)                      | Vai phụ            | Tencent Video |
| TBA  | Thiếu Nữ Nguyệt San (Comic Girl Romance)       | 月刊少女         | Kết Nguyệt                            | Vai phụ            | IQIYI         |
| 2022 | Chiếc Bật Lửa và Váy Công Chúa                 | 打火机与公主裙   | Nhậm Địch (任迪)                      | Vai phụ            | Youku         |
| TBA  | Vân chi Vũ                                     | 云之羽           | Trịnh Nam Y (郑南衣)                  | Khách mời đặc biệt | iQiyi         |

### Chương trình truyền hình
| Năm  | Tên chương trình                               | Tên tiếng Trung    | Vai trò                  | Nhà đài            | Ghi chú                  |
| ---- | ---------------------------------------------- | ------------------ | ------------------------ | ------------------ | ------------------------ |
| 2016 | Tiến Lên Thiếu Nữ! (Girls! Fighting)           | 加油！美少女       | Thực tập sinh            | Dragon TV          | 12 tập                   |
| 2020 | Thanh xuân có bạn (mùa 2) (Youth With You 2)   | 青春有你第2        | Thực tập sinh            | IQIYI              | 24 tập                   |
| 2020 | Sing or Spin 2                                 | 嗨唱转起来         | Khách mời                | Mango TV           | Tham gia Tập 2 và Tập 5  |
| 2021 | Shanghai Share Life                            | 同一屋檐下         | Thành viên cố định       | Youku              | -                        |
| 2021 | Gương Mặt Thân Quen (Your Face Sounds Similar) | 百变大咖秀         | Khách mời                | Truyền hình Hồ Nam | Tham gia Tập 10          |
| 2021 | Kim Khúc Thanh Xuân (Youth and Melody)         | 金曲青春           | Thành viên nhà Giác Tỉnh | Dragon TV          | Tham gia Tập 6 và Tập 10 |
| 2021 | Dunk Of China 4                                | 这！就是灌篮第四季 | Trưởng nhóm              | Youku              | -                        |